# Becherjungfern
Die Becherjungfern (Enallagma) sind eine Gattung der Schlanklibellen (Coenagrionidae) innerhalb der Kleinlibellen (Zygoptera). Becherjungfern haben ihren Verbreitungsschwerpunkt auf dem amerikanischen Doppelkontinent und sind dort überwiegend in den gemäßigten Zonen Nordamerikas und Kanadas anzutreffen, wo sie die artenreichste Gattung der Kleinlibellen stellen. In Europa wird die Gattung nur von der Gemeinen Becherjungfer (Enallagma cyathigerum) vertreten. In Afrika, nördlich der Sahara, lebt die sehr ähnliche Enallagma deserti.

## Merkmale
Becherjungfern sind sehr schlank, fast nadelförmig gebaut, wobei die Weibchen etwas kräftiger erscheinen. Es handelt sich um meist kleine Libellen mit Flügelspannweiten und Körperlängen um fünf Zentimeter. Eine relativ junge evolutionäre Aufsplittung hat in Nordamerika zu einer großen Zahl teilweise sehr ähnlicher und nur schwer unterscheidbarer Arten geführt. Eine Gruppe der Becherjungfern ist blau gefärbt, mit einer für die Art charakteristischen schwarzen Zeichnung auf den blauen Hinterleibssegmenten. Eine weitere Gruppe besitzt ein überwiegend schwarzes Abdomen mit einem meist auffällig farbigen Bereich auf den hinteren Abdominalsegmenten. Weiterhin gibt es eine Gruppe von kräftig gelb bis rot gefärbten Libellen, sowie solche, die violett gefärbt sind.
Die meisten Arten besitzen artspezifische helle Postokularflecken auf der dem Körper zugewandten Seite der Facettenaugen. Diese können in der Größe von kleinen und isolierten oder über eine feine Linie verbundenen Flecken bis hin zu, die ganze hintere Breite der Augen einnehmenden, farbigen Bereichen variieren. Typisch für die Weibchen ist ein farblich abgesetzter, horizontaler Streifen in der Mitte der Augen.
Die Zeichnung des Vorderkörpers (Thorax) wird von mehreren längs verlaufenden schwarzen  Linien geprägt, dabei ist der dorsal liegende Mittelstreifen typischerweise breiter, die seitlichen Humeralstreifen eher schmaler. Der dazwischenliegende helle Bereich (Antehumeralstreifen) ist meistens breiter als der darunter liegende Humeralstreifen. Der Mittelstreifen wird – bei den Männchen selten, bei Weibchen häufiger – von der meist feinen hellen Mediannaht mittig geteilt, teilweise ist diese schmale Teilung artspezifisch. Auf den Thoraxseiten befinden sich zwei kürzere schwarze Striche, wobei der obere der beiden bei Enallagma-Arten nur sehr rudimentär ausgebildet ist, bei vielen Schlanklibellenarten befinden sich hier zwei deutliche Streifen.

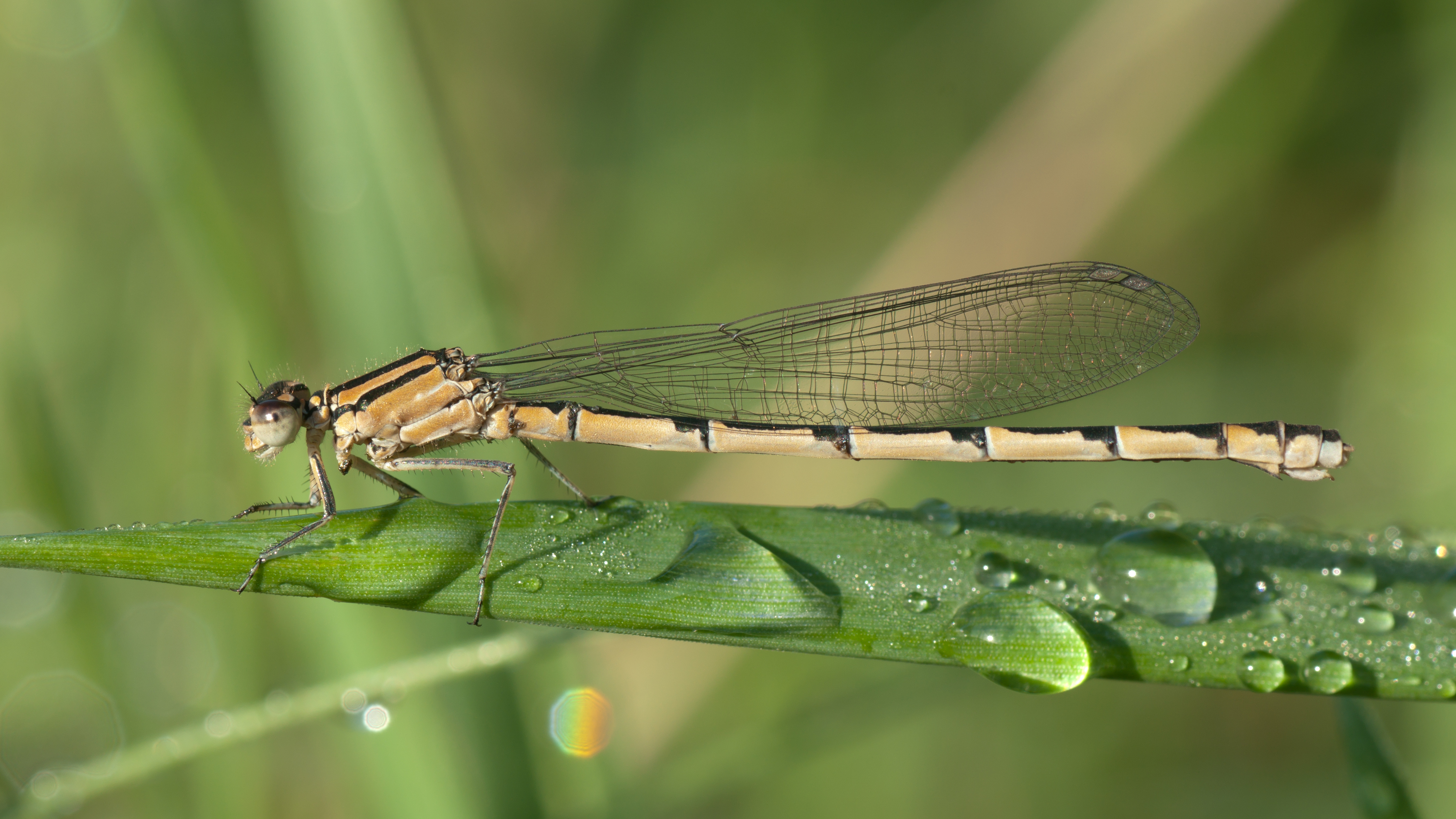
Ein junges und noch nicht ausgefärbtes Weibchen der Gemeinen Becherjungfer.

Bei den Becherjungfern mit blauen Abdomen befindet sich jeweils am caudalen Ende der Abdominalsegmente eine schwarze Zeichnung, bei den Weibchen meist ausgedehnter als bei den Männchen. Häufig wird diese als „torpedoförmig“ beschrieben; spitz am vorderen Ende, dann parallel laufend und sich kurz vor dem Ausbeulen zum hinteren Ende noch einmal verjüngend.
Wie in der Unterfamilie der Ischnurinae nicht ungewöhnlich, treten die Weibchen in verschiedenen Farbvarianten auf. Androchrome Weibchen sind wie Männchen gefärbt, häufiger ist jedoch die bräunliche oder grünliche heterochrome Form mit schwarzer Zeichnung. Vor dem Legebohrer auf dem achten Hinterleibssegment befindet sich ein abstehender Dorn, auch dies ein Charakteristikum der Ischnurinae. Zusätzlich zu den verschiedenen Farbformen der Weibchen entwickelt sich die endgültige Farbgebung der Imagines erst mit Einsetzen der Geschlechtsreife. So sind die frisch geschlüpften Libellen noch ohne Zeichnung, die Jugendfarbe der blauen Becherjungfern ist ein blasses Graubraun, die der später kräftig gelb gefärbten Libellen ein blasses Blau. Zudem sind mindestens einige Arten in der Lage, bei kalten Außentemperaturen ihren Körper durch einen physiologischen Farbwechsel bräunlich zu verdunkeln.

### Ähnliche Gattungen

Vergleich der Thoraxzeichnungen von Becher- und Azurjungfern. Oben ein Männchen der Gemeinen Becherjungfer (Enallagma cyathigerum), unten ein Männchen der Hufeisen-Azurjungfer (Coenagrion puella). Der obere der beiden Thoraxseitenstreifen ist bei Enallagma-Arten nur sehr rudimentär ausgebildet, bei Coenagrion-Arten befinden sich hier zwei deutliche Streifen.

Die sowohl in Europa wie auch in Nordamerika verbreiteten Azurjungfern (Coenagrion) sind den Becherjungfern sehr ähnlich, so dass diese leicht miteinander verwechselt werden können. So wurde die Gemeine Becherjungfer früher häufig zu den Azurjungfern gestellt und in älteren Bestimmungsbüchern Becher-Azurjungfer genannt. Bei diesen sind die unteren Hinterleibsanhänge in der Seitenansicht leicht gegabelt, den Weibchen fehlt der für die Unterfamilie der Ischnurinae typische, abstehende Dorn vor dem Legebohrer auf dem achten Abdominalsegment. Die Azurjungfern haben zwei deutlich ausgebildete Thoraxseitenstreifen.
Teilweise ähneln die Becherjungfern auch den auf dem amerikanischen Doppelkontinent verbreiteten Libellen der Gattung Argia. Von den ebenfalls blau gefärbten Vertretern dieser Gattung unterscheiden sich die Becherjungfern durch die oberseits dunkle Augenfarbe, bei der Gattung Argia gibt es diese farbliche Zweiteilung der Augen nicht. Ebenso fehlt der horizontale Augenstreifen der Weibchen. Das zweite und zehnte Abdominalsegment ist oberseits ohne schwarze Zeichnung wie bei den Becherjungfern, dafür befindet sich bei Argia eine Zeichnung auf den Seitenflächen des zweiten Segments. Auch im Verhalten und Flug unterscheiden sich beide Gattungen.

## Lebensweise
Die Becherjungfern haben so unterschiedliche ökologische Ansprüche, wie sie morphologisch unterschiedlich sind. Die Gruppe der blau gefärbten Becherjungfern besiedelt überwiegend Stillgewässer, während die Becherjungfern mit schwarzen Abdomen eher an Fließgewässern anzutreffen sind. Manche Arten leben in Brackwasserzonen, während andere alkalische Wüstenschlenken zur Fortpflanzung bevorzugen. Die Imagines verlassen das Gewässer rund 30 Minuten nach dem Schlupf, wahrscheinlich um dem Prädationsrisiko durch ausgewachsene Libellen zu entgehen. Die Ausreifung fernab der Schlupfgewässer dauert in der Regel ein bis drei Wochen, die geschlechtsreifen männlichen Becherjungfern versammeln sich dann an den Fortpflanzungsgewässern, während die Weibchen diese nur zur Paarung und Eiablage aufsuchen. Die Hauptaktivität liegt normalerweise um die Mittagszeit, häufig fliegen die Becherjungfern dabei kurz über der Wasseroberfläche. Beide Geschlechter sind am späten Abend in der Regel nicht mehr anzutreffen. Die Paarung findet meist um die Mittagszeit statt, die Eiablage erfolgt – häufig mit angekoppeltem Männchen – in Submersvegetation, verrottendes Holz oder Algenmatten. Dabei tauchen die Weibchen unter und können bis zu einer Stunde unter Wasser verbringen, meist erfolgt die Eiablage jedoch nahe der Wasseroberfläche. Becherjungfern ruhen gerne auf ufernahen Ästen oder Blättern und richten sich dabei mit dem Vorderkörper zum Wasser aus. In Nordamerika werden relativ selten gleichzeitig zwei Arten der blau gefärbten Becherjungfern in einem Gebiet angetroffen. Präferenzen für verschiedene, auf den ersten Blick sehr ähnlich erscheinende, Habitattypen scheinen sie zu trennen, wenn auch diese Mechanismen noch nicht vollständig verstanden sind.

## Namensgebung

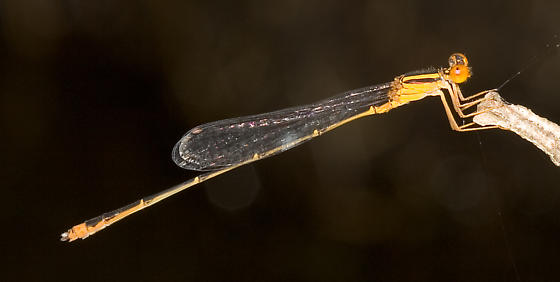
Enallagma signatum, Männchen.

Der deutsche Name leitet sich von der charakteristischen Zeichnung auf dem zweiten Hinterleibssegment der männlichen Gemeinen Becherjungfern ab, die an einen gestielten Becher erinnert.
„Enallagma“ (griech. Vertauschung) wurde von Toussaint von Charpentier als wissenschaftlicher Gattungsname gewählt und sollte ursprünglich für alle Schlanklibellen gelten, deren männliche Imagines ein blaues Abdomen mit schwarzer Zeichnung besitzen, also auch für die Azurjungfern (Coenagrion) und die Pokaljungfer (Erythromma lindenii). Durch die Namenswahl sollte die Möglichkeit der Verwechselung der betreffenden Arten unterstrichen werden. Im Englischen wird schon durch den Namen American Bluets – im Unterschied zu den Eurasian Bluets, wie die Azurjungfern genannt werden – der Verbreitungsschwerpunkt bezeichnet.

## Arten

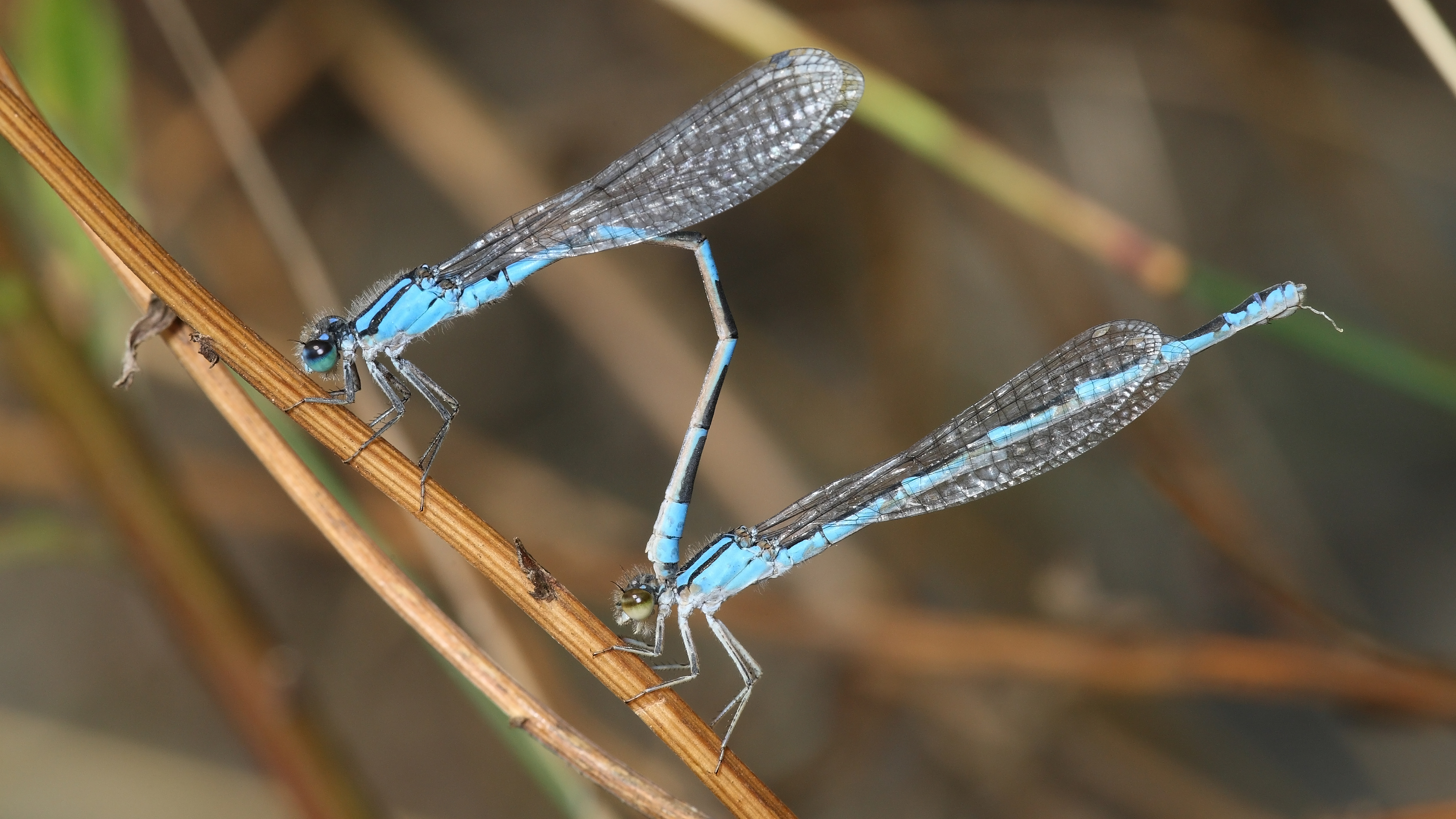
Paarungstandem einer kanadischen Enallagma-Art – das Weibchen ist androchrom, also wie ein Männchen gefärbt.

Nach Schorr et al. 2013 werden folgende 46 Arten den Becherjungfern zugerechnet:
- Enallagma ambiguum Navás, 1936
- Enallagma anna Williamson, 1900
- Enallagma annexum (Hagen, 1861)
- Enallagma antennatum (Say, 1840)
- Enallagma aspersum (Hagen, 1861)
- Enallagma basidens Calvert, 1902
- Enallagma boreale Selys, 1875
- Enallagma carunculatum Morse, 1895
- Enallagma circulatum Selys, 1883
- Enallagma civile (Hagen, 1861) Enallagma civile
- Enallagma clausum Morse, 1895
- Enallagma coecum (Hagen, 1861)
- Enallagma concisum Williamson, 1922

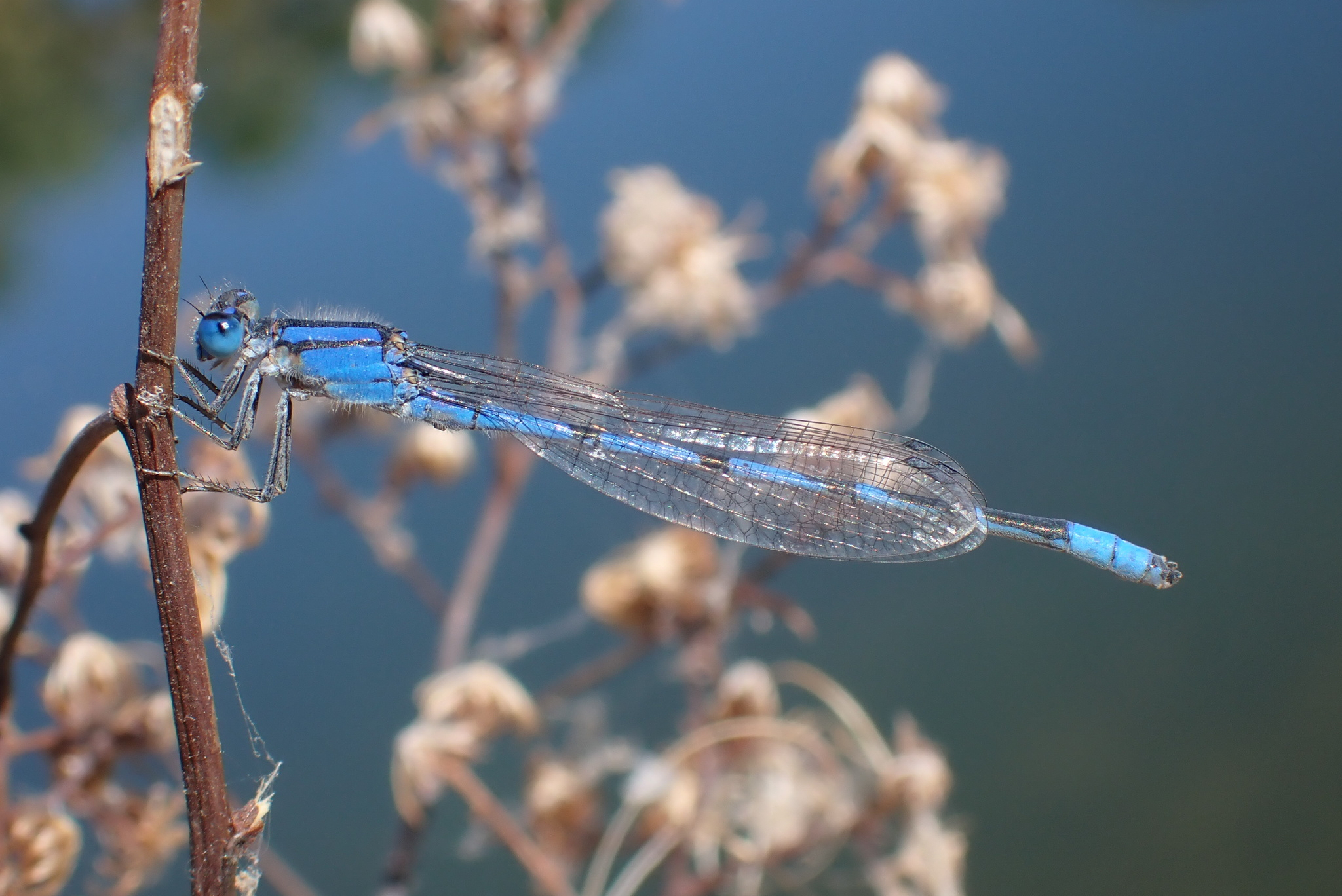
Enallagma civile

- Enallagma cyathigerum (Charpentier, 1840) – Gemeine Becherjungfer
- Enallagma daeckii (Calvert, 1903)
- Enallagma davisi Westfall, 1943
- Enallagma deserti Selys, 1871
- Enallagma divagans Selys, 1876
- Enallagma doubledayi (Selys, 1850)
- Enallagma dubium Root, 1924
- Enallagma durum (Hagen, 1861)
- Enallagma ebrium (Hagen, 1861)
- Enallagma eiseni Calvert, 1895
- Enallagma exsulans (Hagen, 1861)
- Enallagma geminatum Kellicott, 1895
- Enallagma hageni (Walsh, 1863)
- Enallagma insula Fraser, 1920
- Enallagma laterale Morse, 1895
- Enallagma maldivense Laidlaw, 1902
- Enallagma minusculum Morse, 1895
- Enallagma novaehispaniae Calvert, 1907
- Enallagma pallidum Root, 1923
- Enallagma pictum Morse, 1895
- Enallagma pollutum (Hagen, 1861)
- Enallagma praevarum (Hagen, 1861)
- Enallagma recurvatum Davis, 1913
- Enallagma rua Donnelly, 1968
- Enallagma schmidti Steinmann, 1997
- Enallagma semicirculare Selys, 1876
- Enallagma signatum (Hagen, 1861)
- Enallagma sulcatum Williamson, 1922
- Enallagma traviatum Selys, 1876
- Enallagma truncatum (Gundlach, 1888)
- Enallagma vernale Gloyd, 1943
- Enallagma vesperum Calvert, 1919
- Enallagma weewa Byers, 1927